# 皿烏龍麵
皿烏龍麵是發揚於日本長崎市的麵類料理。菜餚的名稱雖帶有「烏龍麵」，麵體實際是採用中華料理的細麵條或粗麵條來炒。

## 歷史
十九世紀末在日本長崎市開設中華料理餐廳四海樓的陳平順，以提供什錦麵食「強棒麵」在當地獲得迴響。之後陳平順另採用以乾的強棒麵來做出炒麵的新菜色，因當時日本的麵類料理多以碗來裝盛，陳平順這道盛在圓盤（皿）上、外觀像是炒烏龍麵的菜餚，就以「皿烏龍麵」來稱呼。皿烏龍麵的麵體，最初是與強棒麵相同的粗麵條，後續也採用細的油炸麵條。
皿烏龍麵現今成為九州一帶代表性的庶民料理之一，2004年期間九州地方銀行的智庫團體進行了調查，向當地民眾詢問對於某料理「是否聽過」、「是否吃過」、「是否想吃」的三個選項累積評比裡，皿烏龍麵與強棒麵皆列於排行榜首。

## 方法
一般皿烏龍麵的料理方式是將豬肉、蝦仁、高麗菜、胡蘿蔔之類的食材放置鍋內熱炒，炒熟後淋上帶有勾芡的黏稠調味醬汁，之後與炒好的麵條一同盛在圓盤裡完成。